# Alberto Marvelli
Alberto Marvelli (Ferrare, 21 mars 1918 - Rimini, 5 octobre 1946) est un ingénieur et homme politique italien, militant catholique et membre de l'Action catholique italienne. Il est vénéré comme bienheureux par l'Église catholique, qui le commémore le 5 octobre. 

## Biographie
Second d'une famille comptant sept enfants, ils s'installent à Rimini en 1931. Alberto Marvelli intègre le lycée de la ville, où il fréquente l'Action catholique et l'oratoire salésien. Il poursuivra son engagement religieux dans la Fédération des universitaires catholiques italiens. 
En 1941, il est diplômé en ingénierie mécanique à l'université de Bologne, puis travaille dans l'entreprise Fiat, à Turin. Il y intégrera la Société de Saint-Vincent-de-Paul, prenant le temps de visiter les malades, de participer à des pèlerinages et de promouvoir le militantisme catholique.
Durant la Seconde Guerre mondiale, il s'installe à Trévise, où il continue ses œuvres de charité. Revenu à Rimini lors de la libération de la ville (23 septembre 1944), il parvient à sauver de nombreux jeunes de la déportation, leur procurant de fausses identités et même à ouvrir des wagons partant pour les camps de concentration. Il participa aussi à la reconstruction de la ville. 
Membre du Parti démocrate chrétien, il est élu conseiller communal lors des premières élections libres. Il tâcha d'attribuer des logements aux sans-abris, ayant perdu leurs habitations dans les bombardements. « Alberto Marvelli avait fait de l'eucharistie quotidienne le centre de sa vie. Dans la prière, il cherchait également l'inspiration pour l'engagement politique, convaincu de la nécessité de vivre pleinement en fils de Dieu dans l'histoire, afin de faire de celle-ci une histoire de salut », dira de lui le pape Jean-Paul II lors de sa béatification. Il finira par être vice-président de l'Action catholique du diocèse de Rimini.
Il meurt le 5 octobre 1946, victime d'un accident routier, renversé par un camion militaire alors qu'il se rendait à une réunion électorale,.

## Béatification
- 1968 : introduction de la cause en béatification et canonisation
- 1986 : le pape Jean-Paul II lui attribue le titre de vénérable
- 5 septembre 2004 : béatification célébrée à Lorette par le pape Jean-Paul II.

Fête liturgique fixée au 5 octobre.